# Sitio de Saraqusta (1086)
El sitio de Saraqusta de 1086 fue una de las batallas de la Reconquista.

## Antecedentes
Al-Múndhir ibn Yahya at-Tujibí consiguió hacia 1013 la independencia de la Taifa de Saraqusta respecto del Califato de Córdoba.
El 1076, a la muerte del rey Sancho IV de Navarra, Alfonso VI de León se anexionó los territorios del actual País Vasco y adoptó el año siguiente el título de Emperador. Mediante el sistema de las parias consiguió que la mayor parte de los reinos de taifas musulmanes fueran sus tributarios.
El 25 de mayo de 1085 conquistó Toledo aprovechando la reclamación de un antiguo aliado contra un usurpador del trono. Con esta conquista el rey castellano-leonés se tituló Emperador de las dos religiones y sus dominios se extendieron hasta el río Tajo, cosa que permitió la amenaza constante de las taifas cordobesas, sevillanas y granadinas. Conquistó Valencia el febrero de 1086 con las tropas de Alvar Fáñez, que se quedó encargado de la defensa para que Yahya al-Qàdir pudiera gobernar el emirato de Balansiya.

## El asedio
La primavera de 1086, Alfonso VI de León puso asedio a Zaragoza, que contó para su defensa con el Cid como lugarteniente de el-Mustaín. Ante esta circunstancia, los reyes de las taifas pidieron ayuda a los almorávides y el emir Yússuf ibn Taixfín desembarcó en el-Yazira al-Jadrā en auxilio de los débiles reyes musulmanes el 30 de julio.
Alfonso VI, que no estaba dispuesto a tolerar esta osadía, levantó el asedio de Zaragoza y se dirigió al encuentro de Yusuf pero sufrió una humillante derrota en la batalla de Sagrajas.

## Consecuencias
En la batalla de Sagrajas (Badajoz), el emir almorávide Yusuf ibn Tashfin consiguió vencer al rey Alfonso VI. A pesar de que los musulmanes asediaron varias veces la ciudad de Toledo, pero no consiguieron conquistarla.
Mientras, Monzón cayó el 24 de junio de 1089 a manos de Pedro I de Aragón, quien en 1095 conquistó Waixqa (Huesca), después de derrotar el emir Àhmad ibn Yússuf al-Mustaín en la batalla de las llanuras de Alcoraz. El 1101 tomó Barbastro, Sariñena y puso asedio a las ciudades de Zaragoza y Tamarite de Litera en 1104. Con estas conquistas se consolidó la supremacía militar de las tropas cristianas sobre las musulmanas y la zona del Ebro como terreno abierto a la conquista aragonesa. El emirato fue finalmente conquistado en 1118 por Alfonso I de Aragón.